# Mozoliivka, Hlobîne
Mozoliivka (în ucraineană Мозоліївка) este un sat în comuna Pronozivka din raionul Hlobîne, regiunea Poltava, Ucraina.

## Demografie
Componența lingvistică a localității Mozoliivka
     Ucraineană (93,24%)
     Rusă (6,43%)
     Alte limbi (0,33%)
Conform recensământului din 2001, majoritatea populației localității Mozoliivka era vorbitoare de ucraineană (93,24%), existând în minoritate și vorbitori de rusă (6,43%).